# 대전국민학교
대전국민학교는 경상북도 청도군 이서면 대전리에 있었던 국민학교이다.

## 연혁
- 일자미상 대전국민학교 설립 인가
- 1952년 1월 31일 대전국민학교 개교
- 1993년 3월 1일 폐교 및 이서국민학교 통폐합